# Hitobia
Genre
Hitobia est un genre d'araignées aranéomorphes de la famille des Gnaphosidae.

## Distribution
Les espèces de ce genre se rencontrent en Asie de l'Est, en Asie du Sud-Est et en Asie du Sud.

## Liste des espèces
Selon World Spider Catalog (version 26, 09/08/2025) :
- Hitobia asiatica (Bösenberg & Strand, 1906)
- Hitobia behni (Thorell, 1891)
- Hitobia cancellata Yin, Peng, Gong & Kim, 1996
- Hitobia chayuensis Song, Zhu & Zhang, 2004
- Hitobia devendrai (Gajbe & Rane, 1985)
- Hitobia hirtella Wang & Peng, 2014
- Hitobia lamhetaghatensis (Gajbe & Gajbe, 1999)
- Hitobia makotoi Kamura, 2011
- Hitobia meghalayensis (Tikader & Gajbe, 1976)
- Hitobia menglong Song, Zhu & Zhang, 2004
- Hitobia monsta Yin, Peng, Gong & Kim, 1996
- Hitobia poonaensis (Tikader & Gajbe, 1976)
- Hitobia procul Sankaran & Sebastian, 2018
- Hitobia shaohai Yin & Bao, 2012
- Hitobia shimen Yin & Bao, 2012
- Hitobia singhi (Tikader & Gajbe, 1976)
- Hitobia taiwanica Zhang, Zhu & Tso, 2009
- Hitobia tengchong Wang & Peng, 2014
- Hitobia tenuicincta (Simon, 1909)
- Hitobia tikaderi (Patel, 1989)
- Hitobia unifascigera (Bösenberg & Strand, 1906)
- Hitobia xiaoxi Liu, 2022
- Hitobia yaginumai Deeleman-Reinhold, 2001
- Hitobia yasunosukei Kamura, 1992
- Hitobia yunnan Song, Zhu & Zhang, 2004

## Systématique et taxinomie
Ce genre a été décrit par Kamura en 1992 dans les Gnaphosidae.

## Publication originale
- Kamura, 1992 : « Two new genera of the family Gnaphosidae (Araneae) from Japan. » Acta Arachnologica, vol. 41, no 2, p. 119-132 (texte intégral).